# Перхун Сергій Володимирович
Сергій Володимирович Перхун (4 вересня 1977, Дніпропетровськ — 28 серпня 2001, Москва) — український футболіст, воротар, який трагічно загинув у 23-річному віці через травму, отриману на футбольному полі.

## Клубна кар'єра
Вихованець дніпропетровської школи «Дніпро-75».
З 1993 року почав залучатися до складу головної команди дніпропетровського «Дніпра». У матчах вищої ліги чемпіонату України дебютував 8 жовтня 1993 року, провівши на полі всю гру проти криворізького «Кривбаса» (перемога 2:1). На момент дебюту у вищій лізі гравцеві виповнилося 16 років, 1 місяць та 4 дні, тобто він донині наймолодший гравець «Дніпра», що брав участь у матчах вищого дивізіону, а також наймолодший воротар в історії вищої (Прем'єр-) ліги української першості. У подальшому молодий воротар з'являвся на полі в основному складі «Дніпра» досить нерегулярно, переважно залишаючись дублером досвідченіших голкіперів команди. Усього за 6 сезонів, проведених у дніпропетровській команді, в рамках чемпіонату України зіграв лише у 23 матчах і пропустив 31 м'яч.
1999 року Сергій переїхав до Молдови, де захищав кольори тираспольського «Шерифа», попри те, що ще раніше отримав запрошення від київського «Динамо». У 2000 році Валерій Лобановський знову запропонував йому місце в київському клубі, однак Сергій так і не погодився і в 2001 перейшов до московського ЦСКА, у складі якого вже у першій частині дебютного сезону в чемпіонаті Росії поступово завоював місце в основі команди. До моменту трагічної загибелі у серпні 2001 року встиг виступити за головну команду ЦСКА у 13 матчах чемпіонату, причому пропустив лише шість голів (по одному голу в шести іграх, а сім ігор — без пропущених м'ячів). Невдовзі до Сергія стали придивлятися представники найкращих клубів Європи, а сам він завжди мріяв грати за «Барселону».

## Виступи за збірні
Викликався до юнацьких збірних різних вікових категорій, у складі збірної України U-16 став бронзовим призером чемпіонату Європи 1994 року. З 1997 року долучався до складу молодіжної збірної України, за яку провів два офіційні матчі у 1998 році.
2001 року отримав виклик до національної збірної України, у складі якої дебютував 15 серпня 2001 року, провівши на полі другий тайм товариської гри проти збірної Латвії. То був єдиний виступ перспективного воротаря у формі головної команди країни.
|  | Пам'ятаю, як після гри у Латвії до мене підходив Сергій. Він мене спитав: «На матчі з Білоруссю та Вірменією мене викличуть?» Його очі просто сяяли надією. Я сказав: «Звісно, викличуть, навіть не сумнівайся». Звідки мені було знати, що це наша остання зустріч... |

## Трагічна загибель
Повернувшись до ЦСКА після свого першого збору з національною командою, Перхун почав готуватися до виїзного матчу чемпіонату Росії проти клубу «Анжі». Гра відбулася у Махачкалі 18 серпня 2001 року, через три дні після дебюту молодого воротаря у складі збірної України. На 78-й хвилині гри за рахунку 0:0 Перхун вийшов за межі власного штрафного майданчика, щоб перехопити м'яч, спрямований з глибини поля на форварда «Анжі» Будуна Будунова. І воротар ЦСКА, і нападник «Анжі» йшли на м'яч головами та зіткнулися ними у повітрі. Після зіткнення обох гравців з черепно-мозковими травмами доправили до лікарні.
У лікарні в Махачкалі Сергієві наклали шви, й він вирушив разом із командою до аеропорту, однак по дорозі знепритомнів. Довелося повернути його до реанімаційного відділення лікарні. Наступного дня Перхуна літаком переправили до Москви, де він ще більше тижня перебував у комі в інституті нейрохірургії імені М. М. Бурденка. Помер молодий воротар, не приходячи до тями, 28 серпня 2001 року.

## Вшанування пам'яті
На прощання з Сергієм Перхуном, яке відбулось у Москві, прийшли тисячі вболівальників не лише ЦСКА, але й інших футбольних клубів міста. Згодом гравці та вболівальники ЦСКА супроводжували тіло футболіста до Дніпра, де до них приєдналися друзі та родичі Перхуна, а також уболівальники «Дніпра». Поховали гравця 30 серпня на центральній алеї Запорізького кладовища Дніпра.
На всіх матчах сезону 2001 року, що відбувалися після смерті Перхуна, гравці ЦСКА на знак пам'яті про свого воротаря виходили з чорним траурними стрічками на рукавах, а вболівальники команди розтягували на трибунах величезну футболку з 16-м номером та прізвищем померлого футболіста. Пізніше керівництво московського клубу ухвалило рішення про вилучення 16-го ігрового номера з вжитку, цей номер у складі ЦСКА навічно закріплений за Сергієм Перхуном.
2005 року батько воротаря Володимир Сергійович написав присвячену синові книгу «Мій син — воротар». У жовтні 2005 року відкрито пам'ятник Сергієві Перхуну біля Дніпропетровського державного інституту фізичної культури і спорту, у якому він свого часу навчався. Кошти на спорудження пам'ятника надійшли від фонду Федерації футболу України, мерії Дніпра, а також від уболівальників, які самотужки збирали гроші.
Під час зимових шкільних канікул у Дніпрі відбувається традиційний дитячий футбольний турнір пам'яті Сергія Перхуна, який організовують місцевий спортивний клуб «Вихор» і ДЮСШ «Дніпро-75». Також адміністрація клубу ЦСКА щороку влаштовує в Москві турнір пам'яті гравця. У цих змаганнях беруть участь корпоративні й аматорські команди.

## Досягнення
- Володар Кубка Молдови: 1999;
- Бронзовий призер чемпіонату Європи U-16 1994 року;
- Включений до переліку «33 найкращі футболісти України»: 2001;
- Включений до переліку «33 найкращі футболісти чемпіонату Росії»: 2001;